# Eoghan Mahony
Eoghan Mahony est un producteur et scénariste américain.
Eoghan Mahony a commencé sa carrière comme éditeur d'histoire sur la deuxième saison à succès de HBO Rome, il a également écrit un épisode. Après quoi, il a travaillé comme coproducteur sur Drive et a ensuite été recruté pour écrire sur la saison 1 de Mentalist. Il a également écrit un certain nombre d'épisodes de la série animée Star Wars: The Clone Wars.

## Filmographie
- 2007 : Rome (série télévisée)
- 2007 : Drive (série télévisée)
- depuis 2008 : Mentalist (série télévisée)
- depuis 2009 : Star Wars: The Clone Wars (série animation)